# St. Martin (Eltingshausen)

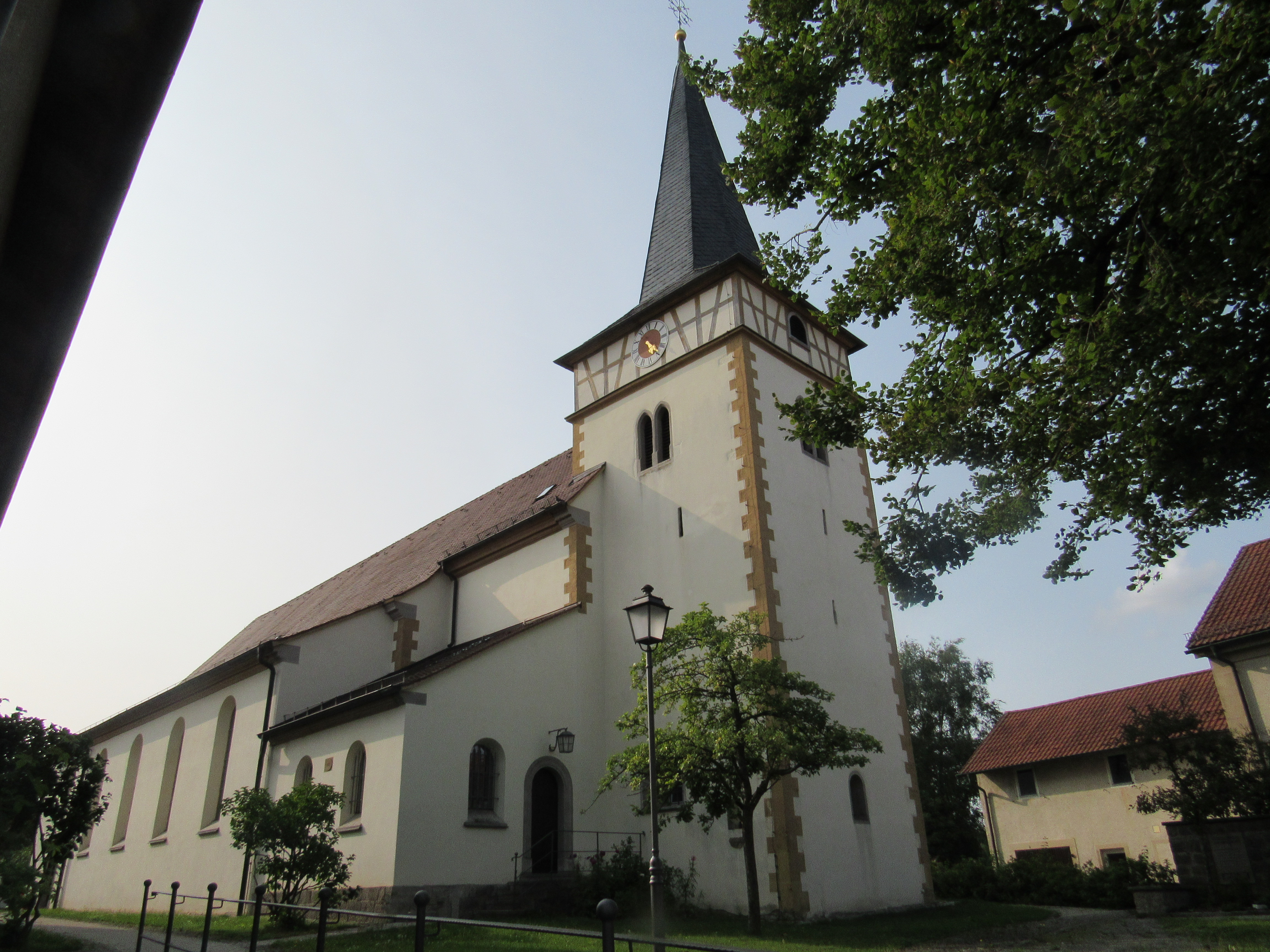
Kirche St. Martin in Eltingshausen

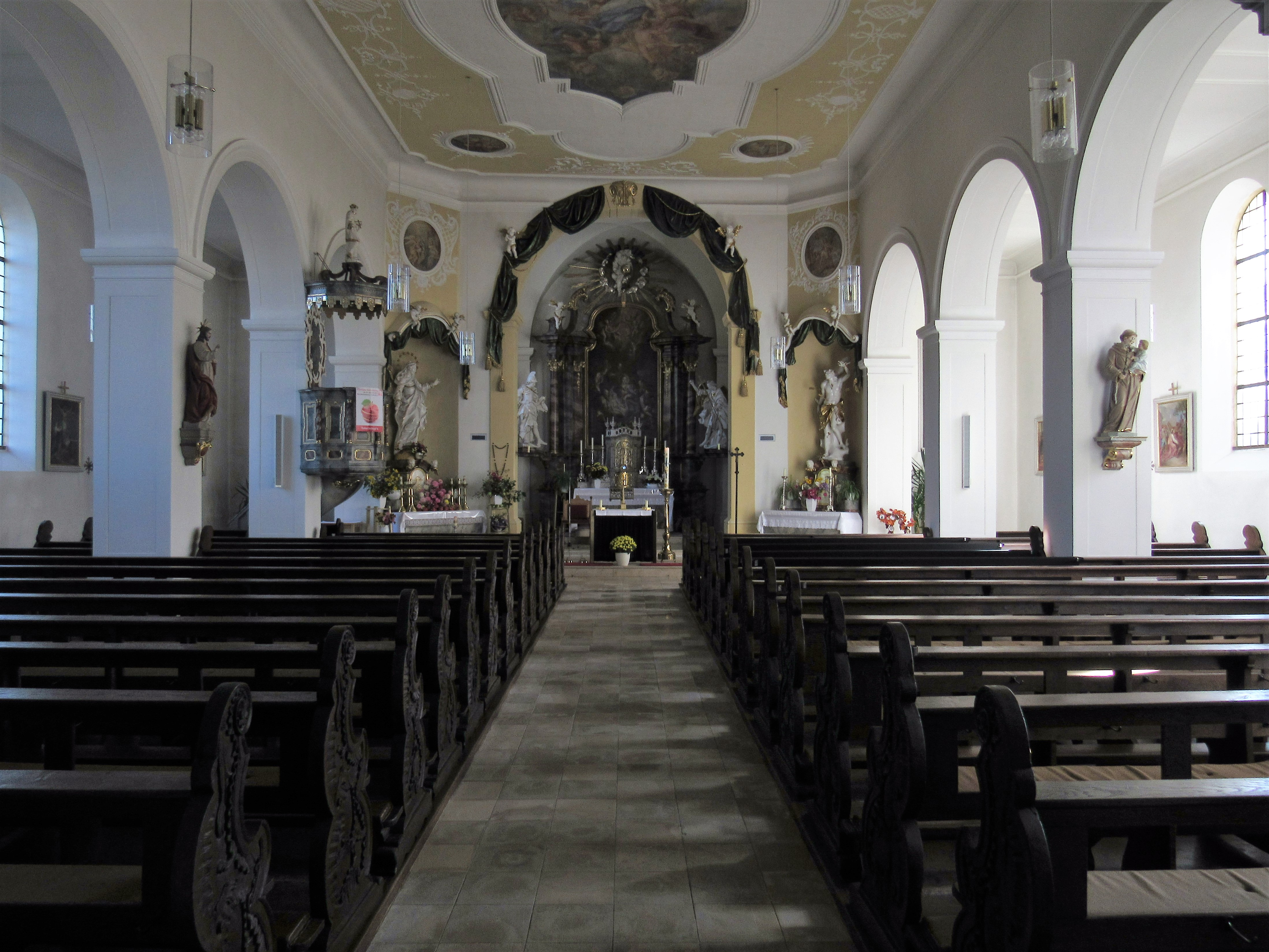
Innenraum

Die römisch-katholische Kirche St. Martin ist die Dorfkirche im unterfränkischen Eltingshausen, einem Gemeindeteil der im bayerischen Landkreis Bad Kissingen gelegenen Gemeinde Oerlenbach.
Die Kirche gehört zu den Baudenkmälern in Oerlenbach und ist unter der Nummer D-6-72-140-25 in der Bayerischen Denkmalliste registriert.

## Geschichte
Die heutige St.-Martins-Kirche wurde 1745 eingeweiht und ersetzte einen Vorgängerbau, der höchstwahrscheinlich im 14. Jahrhundert entstand. Aus dieser Zeit ist eine Erhöhung des Kirchturms belegt. Im Dachstuhl des heutigen Kirchturms finden sich Spuren einer einstigen Kapelle. Möglicherweise bestand die erste Kirche des Ortes aus Holz; ein aus Stein gebautes Kirchengebäude entstand spätestens im 16. Jahrhundert. Es ist unklar, ob auch die Herren von Eltingshausen – wie auch viele andere Adelige zu jener Zeit – in der Kirche bestattet wurden.
Von 1744 bis 1746 entstand das Langhaus der heutigen St.-Martins-Kirche, deren Bau durch steigende Bevölkerungs- und Wallfahrerzahlen in Eltingshausen nötig geworden war. Zudem wurde dem Kirchturm das Fachwerkobergeschoss aufgesetzt und der Spitzhelm aufgerichtet. Da der Friedhof direkt am alten Kirchengebäude angrenzte, wurde an der heutigen Kissinger Straße ein neuer Friedhof angelegt. Im Jahr 1745 wurde die St.-Martins-Kirche von Fürstbischof Friedrich Karl von Schönborn-Buchheim eingeweiht. Im Jahr 1824 erhielt der Kirchturm einen Glockenstuhl. Zwischen 1909 und 1911 erfolgte eine erste Renovierung; im Jahr 1913 wurden eine neue Sakristei und neue Kirchenfenster eingebaut. Nachdem im Jahr 1917 drei der vier Glocken kriegsbedingt abgeliefert werden mussten (der Versuch einiger Dorfbewohner, sie zu verstecken, schlug fehl), wurden in den Jahren 1920 von einer Firma in Heidingsfeld und 1923 von einer Firma in Erfurt jeweils eine neue Glocke hergestellt. Während des Zweiten Weltkrieges musste die große Glocke der Kirche abgeliefert werden. Im Jahr 1947 begann nach einjähriger Vorbereitung die Erweiterung der Kirche. Das Kirchenschiff wurde verlängert und Seitenschiffe angebaut. Das Richtfest konnte am 31. Juli 1948 stattfinden; die Konsekration erfolgte am 11. November 1949 durch Bischof Julius Döpfner. Die zwei verbliebenen Glocken der Kirche wurden im Jahr 1956 um zwei weitere Glocken ergänzt. Im Jahr 1963 erfolgte die Installation einer Warmluftheizung mit Ölfeuerung. In den Jahren 1990/91 erfolgte eine Außenrenovierung des Kirchenschiffes und des Kirchturms. Eine Innenrenovierung der Kirche, die ehemals in grüner Farbe gefasst war, konnte noch nicht verwirklicht werden.

## Beschreibung
Die Kirche ist einer nach Osten gerichteter Bau mit fünf Fensterachsen und schließt mit dem Kirchturm ab. Dieser besitzt einen Spitzhelm mit Fachwerkobergeschoss. Das Langhaus mit den angebauten Seitenschiffen geht über in den gerade geschlossenen Chor. Die Sakristei ist an der Südseite des Chores angebaut.

## Ausstattung
Diese datiert einheitlich aus der Bauzeit des Kirchenschiffs. Zu nennen sind das Gemälde der Geburt Christi am Hochaltar und das Deckengemälde der Himmelfahrt Mariens, beide von Johann Andreas Herrlein. Die Seitenaltäre des hl. Sebastian und der hl. Maria sind rechts und links vom Chorbogen an den abgeschrägten Ecken des Langhauses angeordnet. Die Orgel befindet sich auf der westlichen Empore. Von den vier Glocken sind derzeit nur drei in der Tonfolge g’ − a’ –  c” zu hören. Die vierte Glocke, wahrscheinlich mit dem Ton e’, wird mit Rücksicht auf das schadhafte Fachwerkobergeschoss nicht geläutet.